# Indice des pressions toxiques cumulées
L'indice des pressions toxiques cumulées (IPTC) est un indice composite mis au point par le service des statistiques du ministère français de la Transition écologique, de la Biodiversité, de la Forêt, de la Mer et de la Pêche. Il est conçu pour représenter de façon synthétique l'intensité des pressions toxiques exercées par un cocktail de substances sur les organismes aquatiques.
Son calcul s'appuie sur les données recueillies par les réseaux de surveillance physico-chimique des plans et cours d'eau. Ces mesures couvrent un grand nombre de substances polluantes notamment les pesticides, l'azote, le phosphore, etc. Pour un prélèvement d’eau, l'indice est égal à la somme des quotients « concentration / valeur toxique de référence » de chaque pesticide présent dans le mélange. L'indice est dit « élevé » s'il dépasse 1.